# Seweryn Uruski

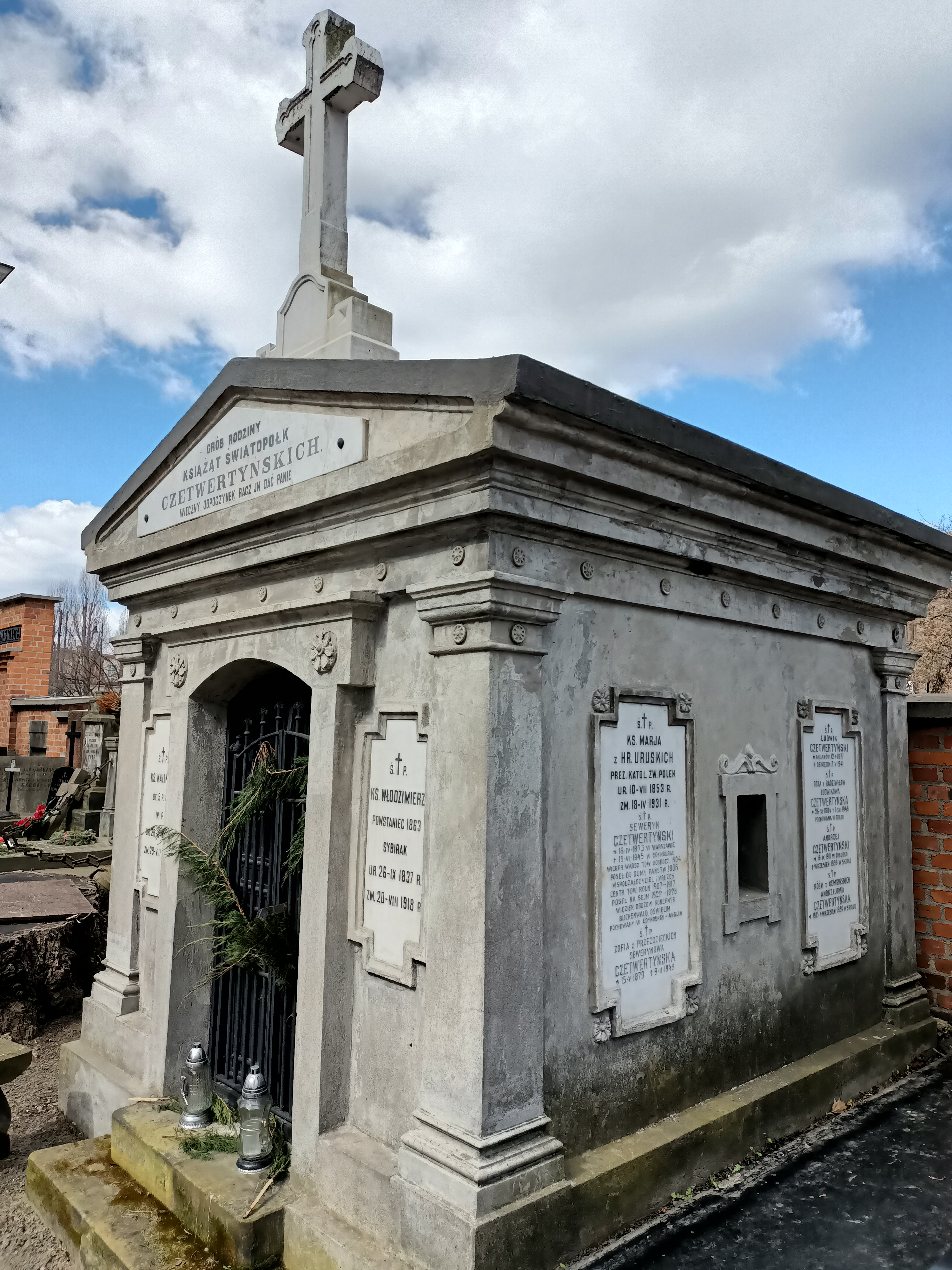
Grób Seweryna Uruskiego na cmentarzu Powązkowskim

Seweryn Maciej Leon Uruski herbu Sas (ur. 1 czerwca 1817 w Biłce Szlacheckiej koło Lwowa – zm. 16 sierpnia 1890 w Pizie) – marszałek szlachty guberni warszawskiej, tajny radca i ochmistrz dworu cesarskiego, heraldyk, prezes Heroldii Królestwa Polskiego, autor 15-tomowego, nieukończonego Herbarza szlachty polskiej; hrabia od 1844.

## Życiorys
Syn Kajetana i Wandy Julianny Uruskiej-Caboga zd. Potockiej.
Ożeniony z Ermancją Hermancją Ermanią Tyzenhauz h. Bawół, z którą miał troje dzieci:
- Mateusz Rudolf Michał Uruski (ur. i zm. 1843),
- Maria Wanda Felicja Uruska (1853-1931)
- Seweryna Maria Uruska (1860-1931).

Najsłynniejsze jego dzieło to 15-tomowy Herbarz szlachty polskiej, przy czym tomy od I do XIV zostały opracowane przy współudziale Adama Amilkara Kosińskiego. Herbarz wydany został staraniem jego córek dopiero w latach 1904-1917. Zawiera nazwiska zaczynając się od liter A- do Rzy-.
Był właścicielem Pałacu Uruskich w Warszawie, miał też udział w nieudanej inicjatywie budowy targowiska Sewerynów na Dynasach.
Pochowany na cmentarzu Powązkowskim w Warszawie (pod murem II-31).